# Хайнрих II (Хесен)
Вижте пояснителната страница за други личности с името Хайнрих II.
Хайнрих II фон Хесен „Железния“ (на немски: Heinrich II von Hessen, der Eiserne, * 1299, † 3 юни 1376) от Дом Хесен е съ-регент от 1320/1321 г. и от 1328 г. до смъртта си 1376 г. ландграф на Хесен.
Хайнрих II е най-възрастният син и наследник на ландграф Ото I от Хесен (* 1272, † 17 януари 1328) и графиня Аделхайд фон Равенсберг (* 1270, † 1335/1339), дъщеря на граф Ото III от Равенсберг. Той е внук по баща на Хайнрих I от фамилията Регинариди.
През 1328 г. и 1347 г. той има победи в боевете с архиепископство Майнц в битката при Вецлар.
През 1340 г. Хайнрих II издига единствения си син Ото II (Otto „der Schütz“) на съ-регент. След смъртта на син му през декември 1366 г., Хайнрих II назначава през 1367 г. племенника си Херман II за съ-регент като пренебрегва внук си Ото I от Брауншвайг, син на дъщеря му Елизабет и херцог Ернст I от Брауншвайг. Последват тежки боеве между Хесен и Херцогство Брауншвайг-Люнебург.
Хайнрих II умира, почти осемдесетгодишен, през 1376 г. и е погребан в църквата Св. Елизабет в Марбург.

## Семейство
Хайнрих II се жени през 1321 г. за Елизабет от Тюрингия (* 1306, † 1368), дъщеря на маркграф Фридрих I от Майсен. След като той я обвинява в изневяра, тя се оттегля през 1339 г. в Айзенах, където живее под закрилата на брат си Фридрих II. Тя умира през 1367 г. в Айзенах и е погребана там. Двамата имат пет деца:
- Ото II (* пр. 1322, † декември 1366), жени се 1338 г. за Елизабет, дъщеря на граф Дитрих VII от Клеве. Бракът е бездетен. От 1339 г. той е съ-регент на баща си и императорски щатхалтер в Мюлхаузен в Тюрингия.
- Юдит (умира като дете)
- Аделхайд (* 1324, † 1371), от 1341 г. омъжена за крал Казимир III от Полша († 1370, от род Пясти)
- Елизабет († 7 март 1390), от 4 октомври 1341 г. омъжена за херцог Ернст I от Брауншвайг († 1375) от род Велфи, майка на Ото I от Брауншвайг.
- Маргарета († 1353), от 1339 г. монахиня в манастир Хайдау.